# Hvale
Hvale je priimek v Sloveniji, ki ga je po podatkih Statističnega urada Republike Slovenije na dan 1. januarja 2010 uporabljalo 23 oseb.

## Znani nosilci priimka
- Janez Hvale (1951 - 2021), bobnar, kitarist, besedilopisec, pevec itd., preds. SAZAS
- Matija Hvale (1470—1518), filozof